# Willem Frederik Hermans
Pour les articles homonymes, voir Hermans.
Willem Frederik Hermans, né le 1er septembre 1921 à Amsterdam et mort le 27 avril 1995 à Utrecht, est un écrivain néerlandais qui est considéré comme l'un des auteurs majeurs de la seconde moitié du XXe siècle aux Pays-Bas aux côtés de Harry Mulisch et de Gerard Reve. 

## Biographie
Willem Frederik Hermans enseigna d'abord la géophysique à l'université de Groningue. Il a évoqué, sur un ton satirique, la vie universitaire dans Onder professoren (1975). Collaborateur des revues Criterium, Libertinage ou Podium, il tient une chronique dans le quotidien Het Parool sous le pseudonyme d'Age Bijkaart. Il publie son roman La Chambre noire de Damoclès en 1958. En 1973, il quitte les Pays-Bas pour s'installer à Paris. Il rejoindra la Belgique près de vingt ans plus tard.
Le style d'Hermans est empreint de cynisme et d'humour noir. Également traducteur de Ludwig Wittgenstein, Jacques Beaudry définit son œuvre comme une illustration "du rationalisme scientifique en littérature" : "accumulation de faits positifs et fragmentation de la réalité — n’excluant pas l’utilisation du symbole."  
Hermans est l'auteur d'une vingtaine de romans - dont certains écrits dans une veine surréaliste -, de nombreux essais, nouvelles et poèmes. Dans les années 1960, consterné par les traductions qu'il juge médiocre de ses écrits en français et en allemand, il décide de les interdire. Son œuvre est aujourd'hui redécouverte en France et dans plusieurs pays d'Europe. 
Willem Frederik Hermans publia en 1964 Mandarins dans le vitriol qui est un essai très violent sur la littérature néerlandaise. Au cours de ses années parisiennes, il a écrit de nombreuses chroniques drôles et acerbes sur la France ainsi que des essais sur des auteurs d'expression française (O. V. de L. Milosz, Henri Béraud, Gobineau...).
Dans le Monde des Livres daté  du  26 janvier 2007, Milan Kundera rédige un compte-rendu élogieux du roman de Hermans, La Chambre Noire de Damoclès, intitulé La poésie noire et l'ambiguïté. Kundera affirme que l'ignorance quasi totale de la figure d'Hermans par le lectorat français est en même temps une bénédiction qui nous permet "d'écoute[r) la voix de ce roman dans toute sa pureté, dans toute la beauté de l'inexpliqué, de l'inconnu".

## Traductions en français

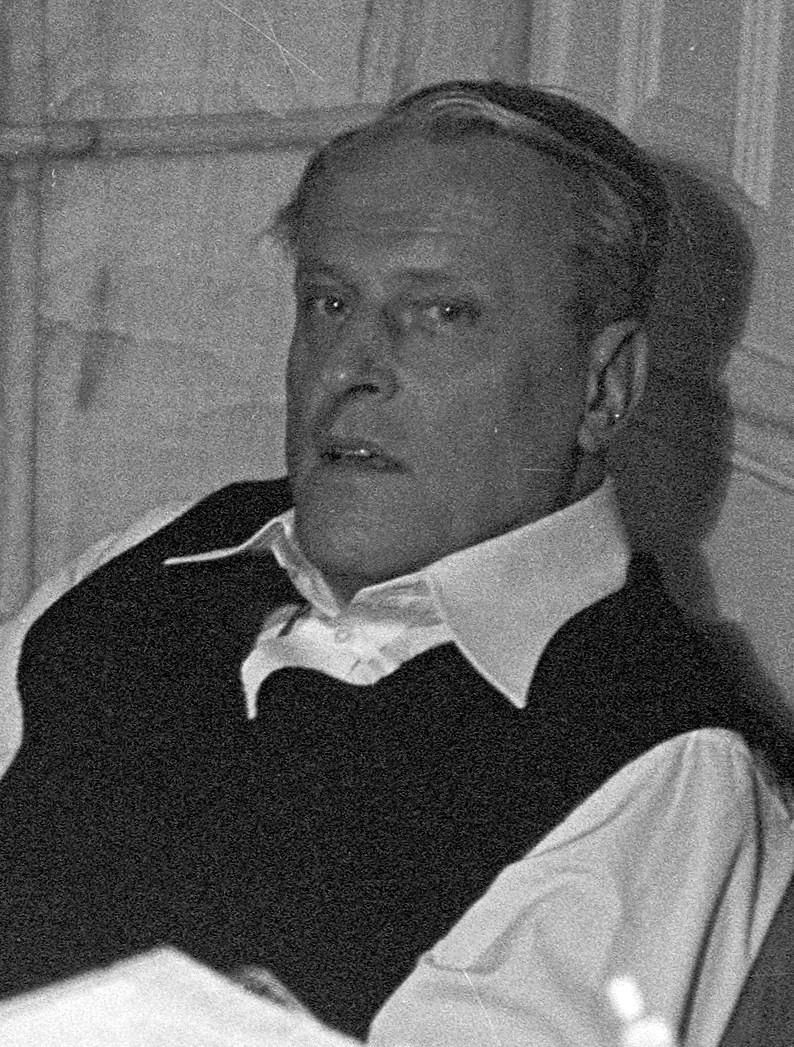
WF Hermans dans son appartement avenue Niel, le 12 mai 1977.

- La Chambre noire de Damoclès  (trad. Daniel Cunin), Paris, Gallimard, coll. « Du monde entier », 2006, 484 p. (ISBN 978-2-07-077180-6)
- Ne plus jamais dormir  (trad. du néerlandais par Daniel Cunin), Paris, Gallimard, coll. « Du monde entier », 2009, 384 p. (ISBN 978-2-07-077181-3)
- La maison préservée  (trad. du néerlandais par Daniel Cunin), Paris, Gallimard, coll. « Du monde entier », 2023, 80 p. (ISBN 978-2-07-288051-3)
- lien en français